# ENode B

eNode B : position dans un réseau LTE

L'eNode B (evolved Node B) est la station de base des réseaux mobiles basés sur les technologies LTE ou LTE Advanced (4G et 4G+). C'est l'équivalent du Node B dans les réseaux UMTS (3G). Il constitue l’élément principal du réseau radio LTE, appelé eUTRAN (evolved Universal Terrestrial Radio Access Network).
Les stations de base « eNode B » réalisent la passerelle entre les terminaux mobiles, les antennes radio et le cœur du réseau des opérateurs LTE (appelé EPC : Evolved Packet Core).
Elles intègrent aussi les fonctions de contrôle qui dans les réseaux 3G UMTS sont localisées dans des nœuds de réseaux indépendants : les RNC (Radio Network Controller).

## Interface radio
L’eNode B utilise les protocoles OFDMA (liaison descendante - downlink) et SC-FDMA (liaison montante - uplink) pour communiquer par radio avec les terminaux mobiles LTE. Ces protocoles et codages radio permettent de plus haut débits que le codage W-CDMA utilisé par les Node B des réseaux 3G UMTS et CDMA2000.
Une station de base eNode B peut gérer des cellules radio utilisant plusieurs bandes de fréquence (par exemple : 800 MHz, 1 800 MHz et 2,6 GHz en Europe) sur différents secteurs (en) (un secteur correspond à une ou plusieurs antennes physiques orientées dans la même direction).
Un site radio (macro-cellules) a généralement 3 secteurs, chacun couvrant un angle de 120°, et peut utiliser sur chaque secteur plusieurs bandes de fréquences indépendantes ou regroupées (en mode « agrégation de porteuses », utilisé en LTE Advanced).
Un eNode B gère en général un site d'antennes locales (un pylône couvrant 3 secteurs) et optionnellement un ou plusieurs sites (antennes relais) distants.

## Interfaces avec le cœur de réseau
Les eNode B 4G sont connectés au cœur de réseau « EPC » via un réseau de backhaul généralement constitué de liaisons en fibres optiques supportant des protocoles basés sur IP (IPv4 et IPv6) ; ils sont aussi reliés aux autres eNode B voisins via des liaisons appelées « X2 », utilisées notamment » pour gérer le handover d’un mobile d’une cellule radio vers une autre et aussi pour coordonner une affectation harmonieuse des sous-porteuses entre les mobiles présents dans chaque cellule radio, dans le but de limiter les interférences.
Les interfaces S1 vers le cœur de réseau (EPC) supportent les protocoles et flux de données suivants : 
- les protocoles S1-AP / SCTP vers le MME (Mobility Management Entity) pour le trafic de signalisation et de contrôle.
- les protocoles S1-U / GTP_U vers le S-GW (Serving Gateway) pour l'ensemble des trafics utilisateurs destinés ou venant des terminaux mobiles. Ce protocole véhicule à la fois les trafics de données (internet, vidéo, emails...) et le trafic vocal (VoLTE).

Certains eNode B sont aussi capables de gérer les protocoles 3G (HSPA) et (HSPA+) et donc de faire fonction de Node B 3G.